# Dhenkanal

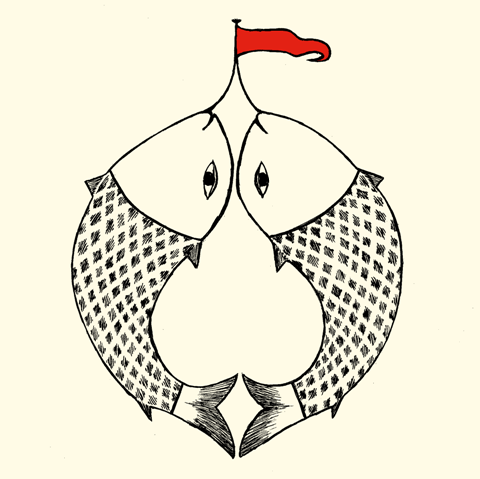
Escut

Dhenkanal fou un estat tributari protegit a Orissa. La capital era Dhenkanal a 20° 39′ 45″ N, 85° 38′ 16″ E / 20.66250°N,85.63778°E amb 5.609 habitants el 1901.
La seva superfície era de 3789 km² i la població de 208.316 habitants el 1881, 238.285 el 1891 i 273.662 el 1901, repartits en dues ciutats (Dhenkanal i Bhuban aquesta amb 6.788 habitants el 1901) i 968 pobles. Limitava al nord amb Pal Lohara i Keunjhar; a l'est amb el districte de Cuttack i Athgarh; al sud amb Tigaria i Hindol; i a l'oest amb Talcher i Pal Lohara. Part del seu límit estava format pel riu Brahmani. Els ingressos s'estimaven en 7900 lliures i pagava un tribut de 509 lliures. El seu exèrcit el formaven 44 homes més 41 de policia i 742 chaulkidars o policies rurals.
L'estat fou fundat vers 1530 per una branca de la família Khurda amb títol de rages. El nom derivaria d'un aborigen de nom Dhenka que governava una petita franja de terra que incloïa el lloc on es va fer el palau al que Hari Singh va matar. L'estat es va estendre per conquesta contra els caps veïns especialment sota Trilochan Mahendra Bahadur (1743-1785 o 1756-1798 segons les fonts). El sobirà va rebre el títol personal de maharajà el 1869, pel seu bon govern i per la seva liberalitat durant la fam a Orissa el 1866.
Administrativament estava format per les subdivisions de Dhenkanal i Baisingha, separades pel riu Brahmani.

## Llista de rages
- Raja HARI SINGH Vidyadhar 1530-1594
- Raja LOKNATH RAY SINGH Bharamarbar 1594-1615
- Raja BALBHADRA RAY SINGH 1615-1641
- Raja NILAKANTH RAY SINGH 1641-1682
- Raja NRU SINGH Bhramarbar 1682-1708
- Raja KUNJA BEHARI Bhramarbar 1708-1728
- Raja BRAJA BEHARI Bhramarbar 1728-1741
- Raja DAMODAR Bhramarbar 1741-1743
- Raja TRILOCHAN SINGH Mahendra Bahadur 1743-1785 o 1756-1798
- Raja DAYANIDHI Mahendra Bahadur 1785-1796
- Raja RAM CHANDRA Mahendra Bahadur 1796-1807
- Raja KRISHNA CHANDRA Mahendra Bahadur 1807-1822
- Raja SHYAM CHANDRA Mahendra Bahadur 1822-1830
- Raja després Maharaja BHAGIRATH Mahendra Bahadur 1830-1877
- Raja DINABANDHU Mahendra Bahadur 1877-1885
- Raja SHURA PRATAP SINGH Dev Mahendra Bahadur 1885-1918 (+ 16 d'octubre de 1918)
- Raja SHANKAR PRATAP SINGH Dev Mahendra Bahadur 1918-1948 (+ 3 d'agost de 1965)